# Donald en el país de las matemáticas
Donald in Mathmagic Land (Donald en la tierra de las matemáticas [matemágicas] en Hispanoamérica y Donald en el país de las matemágicas en España) es un cortometraje educativo de 27 minutos del Pato Donald lanzado el 26 de junio de 1959.
La película fue nominada a los Premios Óscar, y se convirtió en la película educativa más vista de las escuelas estadounidenses durante la década de 1960.

## Argumento y segmentos

### Inicio
El Pato Donald, manteniendo rifle de caza, atraviesa una enorme puerta en la que, al cruzarla, descubre la tierra de las matemáticas. Este ''extraño mundo'' de fantasía contiene árboles con raíces cuadradas, una corriente que fluye con números, y un lápiz ambulante que dibujaba números en el suelo y le ganó un tres en raya a Donald. Un pájaro geométrico recita (casi perfectamente) los primeros 15 dígitos de pi. Donald pronto oye la voz del "Espíritu de la Aventura" (Paul Frees), quien le guiará en: ''Un viaje maravilloso por las matemáticas".

### Pitágoras y su música

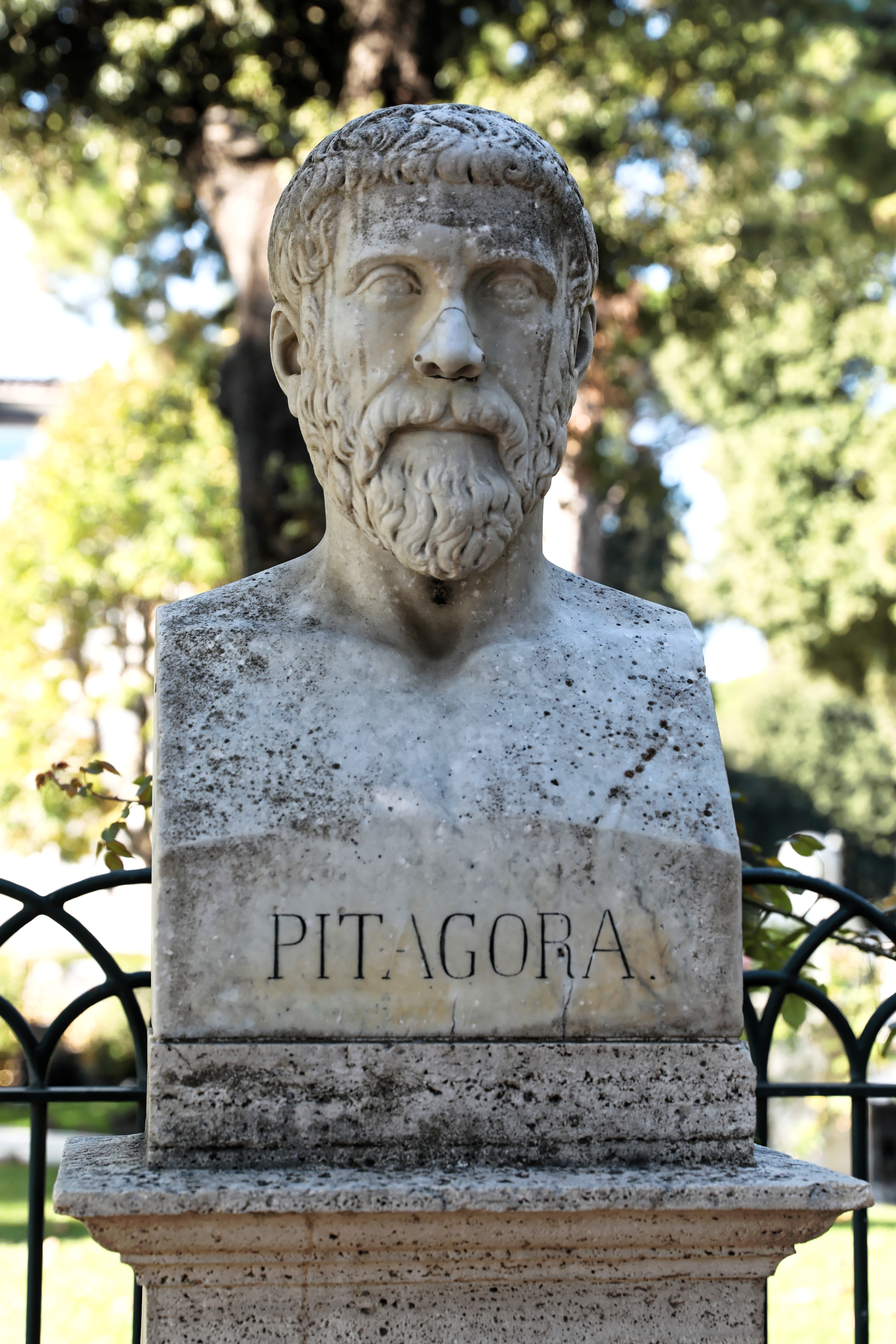
Busto de Pitágoras.

En un comienzo Donald no estaba interesado en explorar el mundo de las matemáticas, creyendo que las matemáticas era para "locos". Sin embargo, cuando el Espíritu de la Aventura sugiere una conexión entre las matemáticas y la música, Donald comienza a sentirse interesado. Para empezar, Donald descubre las relaciones entre octavas y longitud de cuerda, qué desarrolla la actual escala musical. Luego, Donald viaja a la Antigua Grecia, donde Pitágoras y sus amigos están descubriendo esas mismas relaciones. Pitágoras (tocando el arpa), un flautista, y un contrabajista realizan una "jam session", en la que Donald interviene tocando un jarrón como bongó, porque quería ponerle ''ritmo'' al grupo. La música de Pitágoras, como lo explica el Espíritu, establece los parámetros de la música actual, y que no se hubiera llegado a ello sin la ayuda de un ''loco ''. El segmento finaliza con una secuencia de imagen real, en donde unos músicos tocan jazz y música clásica, mientras que Pitágoras y sus amigos se desvanecen lentamente.

### Pentagrama, sección dorada, y rectángulo dorado
Después de darle un apretón de manos Pitágoras, quien desaparece, Donald encuentra en su mano un pentagrama, el símbolo de la sociedad secreta de los pitagóricos. El Espíritu le explica a Donald cómo el misterioso número áureo aparece en el pentagrama/estrella pitagórica. Luego, se evidencia que el pentagrama/estrella pitagórica contiene un patrón para construir varias veces rectángulos dorados uno por sobre el otro. Según el Espíritu, el rectángulo dorado ha influido de variadas formas tanto a culturas antiguas como contemporáneas.

### Arquitectura y arte
Donald aprende cómo el rectángulo dorado aparece en muchos edificios antiguos, como el Partenón y la Catedral de Notre Dame. Pinturas como la Mona Lisa y varias esculturas como la Venus de Milo contienen varios rectángulos dorados. Su uso también se encuentra en la arquitectura moderna, como la sede de la ONU en Nueva York. Los artistas modernos también habría redescubierto la magia de este concepto.

### El cuerpo humano y la naturaleza
Respectivamente, el Espíritu le muestra a Donald como el rectángulo y el pentagrama o estrella pitagórica se relaciona también con el cuerpo humano y la naturaleza.  El cuerpo humano contiene las "proporciones ideales" de la sección dorada; Donald, sobre interpretando el consejo del Espíritu, intenta hacer que su propio cuerpo quepa en tal proporción, pero sus esfuerzos son inútiles;  termina ''metido en un pentágono". El pentagrama (estrella pitagórica) y el pentágono se presentan en muchas flores y animales, como las petunias, el jazmín estrella, la estrella de mar, la hoya carnosa, y con la ayuda del interior de una concha nautilina, el Espíritu explica que las proporciones mágicas de la sección dorada son a menudo encontradas en las espirales de los diseños de la naturaleza, citando Pitágoras: "Todo está organizado según el número y la forma matemática" y finalizando diciendo el espíritu: "Las reglas son siempre las mismas".

### Juegos
Donald aprende que las matemáticas aplican no solo a la naturaleza, la arquitectura, y la música, sino que también en los juegos, puesto a que se juegan en superficies geométricas, como lo es el ajedrez, el béisbol, el fútbol americano, el baloncesto, la rayuela, y el billar con tres pelotas. Donald incluso ofrece el juego Pulga, pero el Espíritu no persigue esta opción. Durante el ajdrez, se hace referencia al libro de Lewis Carroll, Alicia a través del espejo; además de escritor, Carroll también era matemático. En este libro, Alicia se encuentra con un grupo de piezas de ajedrez para nada amistosas. La escena ampliada de billar, el cual presenta un actor vivo que no habla, muestra los cálculos implicaron en el ''sistema de diamantes'' dentro del juego, y Donald finalmente aprende cómo para hacer los cálculos, golpeando espectacularmente diez cojines en un solo golpe.

### Ejercicios mentales
El Espíritu le pide ahora a Donald que juegue un juego mental, pero se da cuenta de que la mente de Donald está contaminada con "Ideas anticuadas", "Errores", "Falsos conceptos ", "Supersticiones", y "Confusión".  Después de que se limpiara su mente, Donald juega con un círculo y un triángulo en su mente, haciéndolos girar para que formen una esfera y un cono, y después descubre invenciones útiles de estos, como la rueda, el tren, la lupa, la taladro, el resorte, la hélice, y el telescopio.

### El infinito y el futuro
Donald descubre que los pentagramas pueden ser dibujado uno sobre otro de forma infinita. Por lo tanto, los números proporcionan una ruta a considerar el infinito. El Espíritu declara que el conocimiento científico y los avances tecnológicos son ilímitados, y la clave para desbloquear las puertas del futuro es por medio de las matemáticas. Hacia el final de la película, Donald entiende y aprecia el valor de matemáticas. La película cierra con una cita de Galileo: 

"Las matemáticas son el alfabeto con el que Dios ha escrito el universo."

## Historia
La película fue dirigida por Hamilton Luske. Entre los colaboradores, incluyeron a artistas de Disney como John Hench y Art Riley, al talento de voz Paul Frees, y al experto científico Heinz Haber, quién había trabajado en los shows espaciales de Disney. Esté liberado en conjunto con Darby O'Gill and the Little People. En 1959,  fue nominado para el Premio Óscar (Mejor Documental - Cortometraje). En 1961, dos años después de su publicación, fue presentado como parte del primer programa del Mundo Maravilloso de Walt Disney a Color, con una introducción por Ludwig Von Pato.
La película fue puesta a disposición en las escuelas y se convirtió en el vídeo educativo más popular jamás realizado por Disney. Como lo explica el mismo Walt Disney, "Los dibujos animados son un buen medio para estimular interés. Recientemente hemos explicado las matemáticas en una película y de esa forma entusiasmó al interés público en este tema tan importante."

## Reparto
- Clarence Nash como el Pato Donald (voz).
- Paul Frees como el Espíritu de la Aventura/Narrador (voz), y la criatura Pi (voz).
- Roman Yanez como el jugador de billar.
- Daws Butler como el Rey del Ajedrez (voz).
- June Foray como la Reina del Ajedrez (voz).

## Lanzamientos
- 1959 – lanzamiento teatral
- 1961 - El Mundo Maravilloso de Walt Disney a Color episodio #8.1: "Una Aventura en el país de las matemáticas/color" (televisión)
- 1988 - Miniclásicos Walt Disney: Donald en el país de las matemáticas (formato VHS)
- 2007 – Región 1 DVD exclusivo para Disney Movie Club (DVD)
- 2008 – Cronología del Pato Donald, Volumen Cuatro (DVD)
- 2009 – Donald en el país de las matemáticas (DVD)

## En otros medios
Se realizó una adaptación en cómic, siendo escrita por Don R. Christensen, dibujada por Tony Strobl, y entintada por Steve Steere. Sin embargo, esta versión difiere en algunas partes de la versión de película original, proporcionando un mejor contexto para la excursión de Donald en el país de las matemáticas.